# Termoeconomia
La termoeconomia, detta anche economia biofisica, è una scuola di economia eterodossa che applica leggi della meccanica statistica alla teoria economica. La termoeconomia può essere considerata come la fisica statistica del valore economico ed è un sottocampo dell'econofisica.
È lo studio dei modi e dei mezzi con cui le società umane si procurano e utilizzano l'energia e altre risorse biologiche e fisiche per produrre, distribuire, consumare e scambiare beni e servizi, generando al contempo vari tipi di rifiuti e impatti ambientali. L'economia biofisica si basa sulle scienze naturali per superare alcune delle limitazioni e dei punti deboli dell'economia convenzionale. Essa consente di comprendere alcuni requisiti chiave e le condizioni quadro per la crescita economica, nonché i relativi vincoli e confini.